# Tullebo
Tullebo är en bebyggelse i Bollebygds kommun, Västra Götalands län, belägen i Bollebygds socken vid sydvästra stranden av Östra Nedsjön. Området avgränsades före 2015 till en småort för att därefter räknas som en del av tätorten Hindås i Härryda kommun.